# Varnsdorf
Varnsdorf (en allemand : Warnsdorf) est une ville du district de Děčín, dans la région d'Ústí nad Labem, en Tchéquie. Sa population s'élevait à 14 837 habitants en 2023.

## Géographie
Varnsdorf se trouve à la frontière avec l'Allemagne, à 14 km à l'ouest de Zittau (Allemagne), à 33 km au nord-est de Děčín, à 49 km au nord-est d'Ústí nad Labem et à 94 km au nord de Prague.
La commune est limitée par Rumburk au nord, par l'Allemagne au nord et à l'est, par Dolní Podluží, Horní Podluží et Rybniště au sud, et par Krásná Lípa à l'ouest.

## Histoire
La première mention du village remonte à 1352. Il est peuplé par des Slaves Sorabes. En 1642, durant la Guerre de Trente Ans, il est pillé par les troupes suédoises. Le village est ensuite peuplé par les Prussiens. Au cours du XVIIIe siècle, Warnsdorf est réputé pour le travail de tissage de Haute-Lusace.
En 1945, au lendemain de la Seconde Guerre mondiale, les décrets Beneš entraînent l'expulsion des Allemands des Sudètes. La population tombe alors de 21 000 à 15 600 habitants.

## Patrimoine
Patrimoine religieux

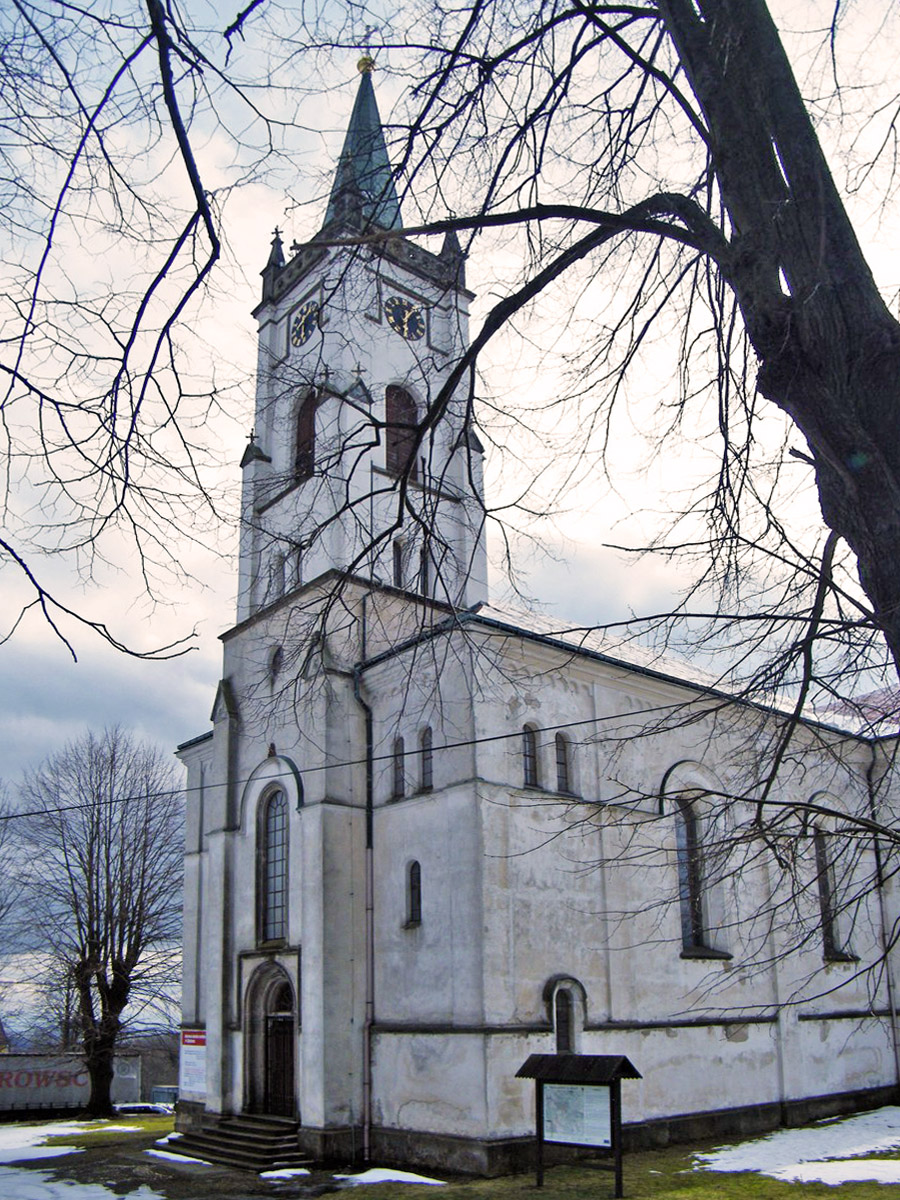
Église Saint-François d'Assise.
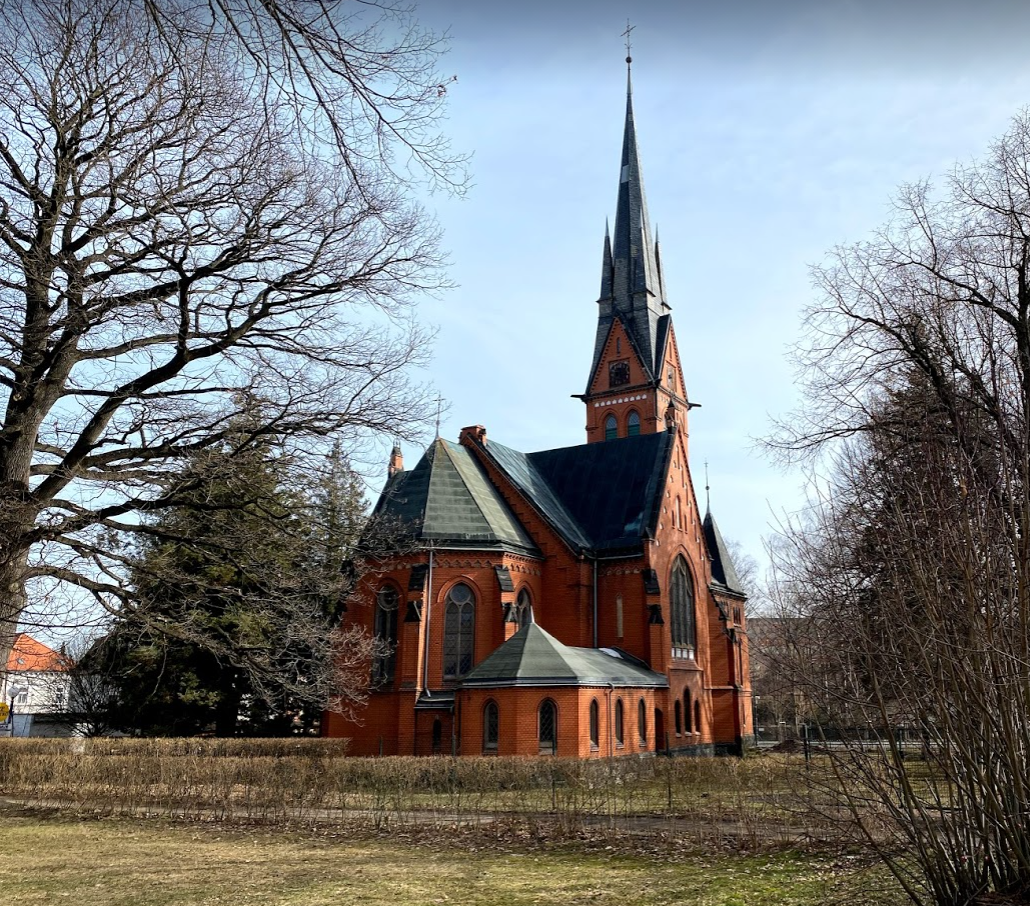
Église rouge de Varnsdorf.

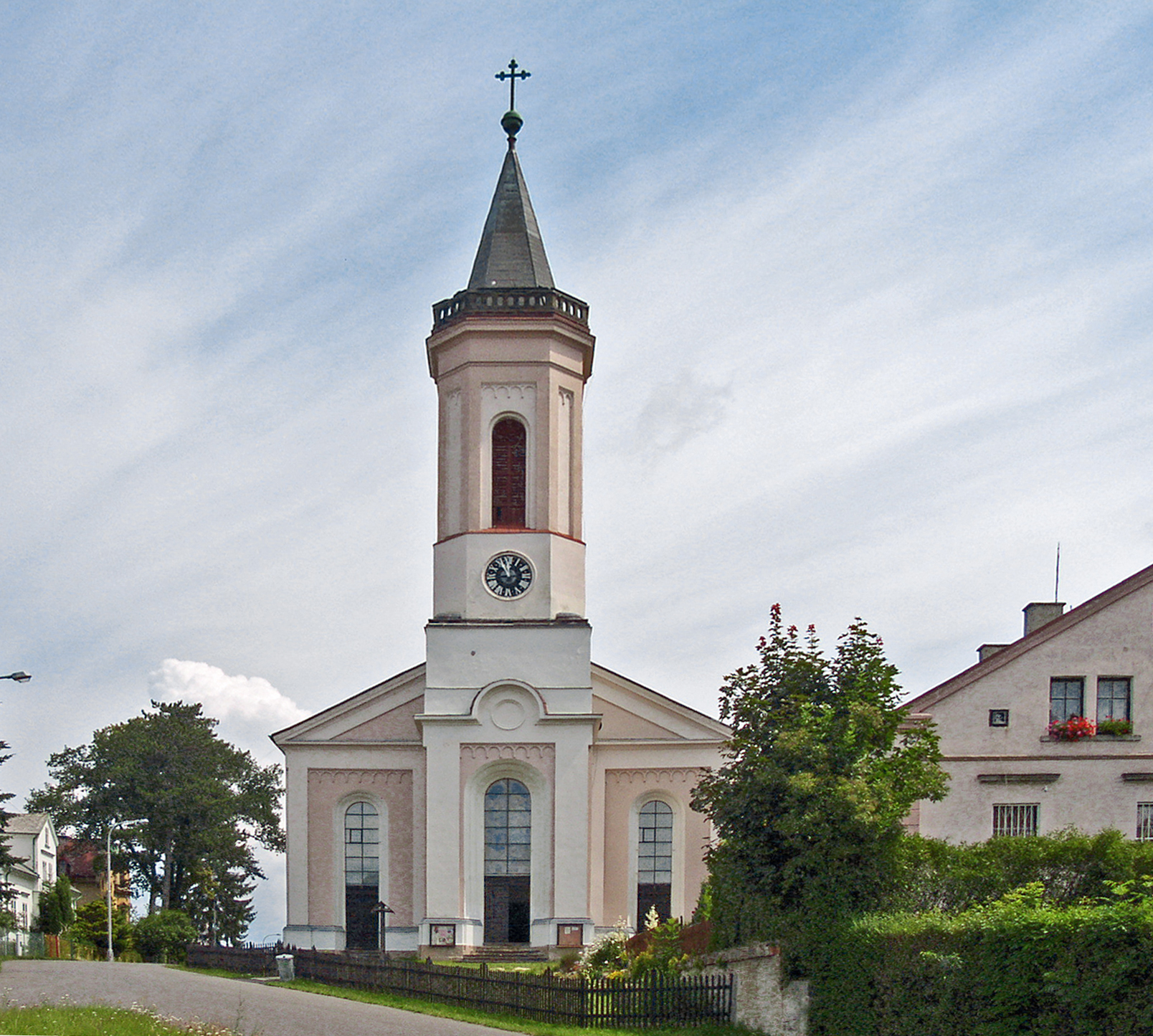
Église de la Transfiguration.

Patrimoine civil

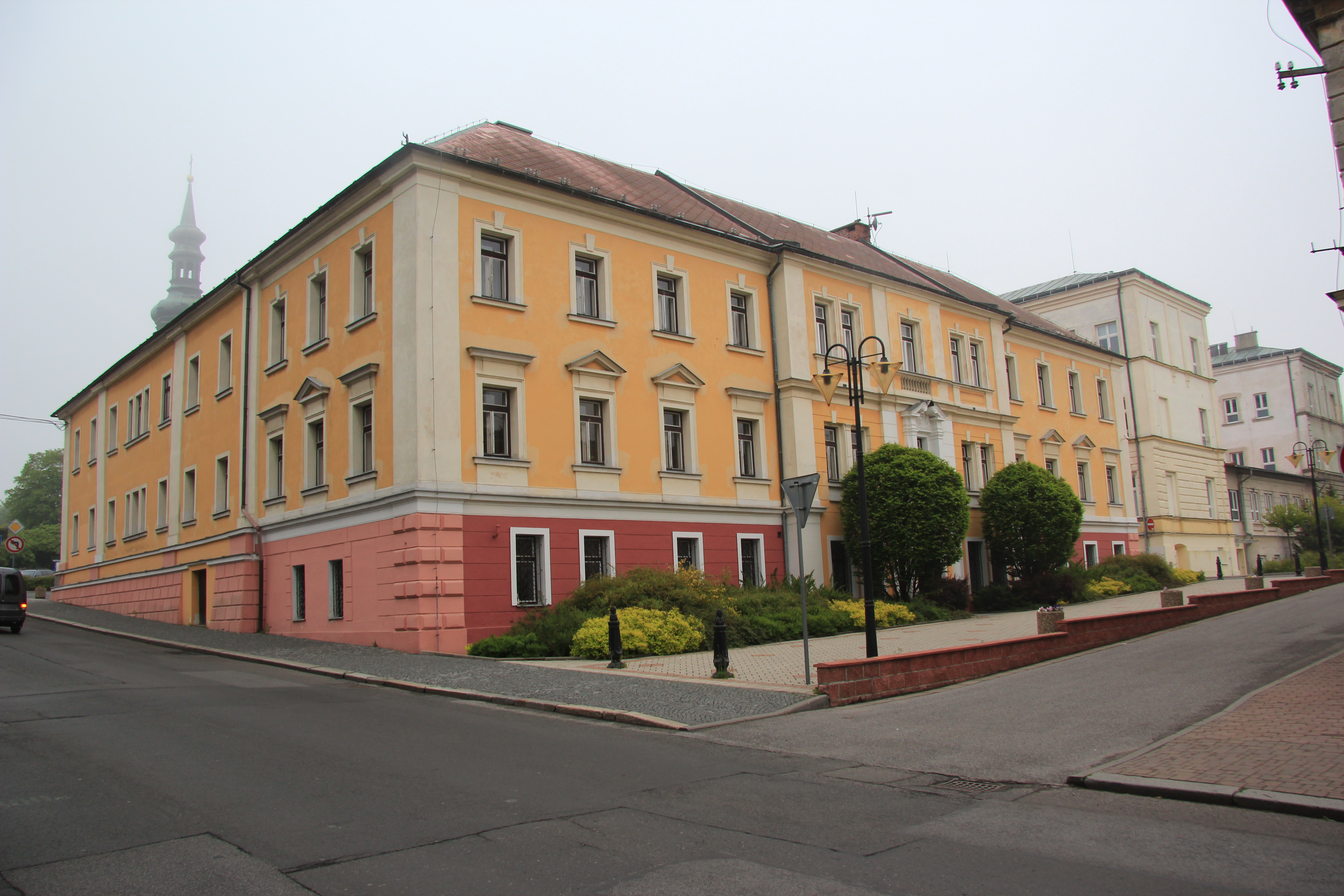
L'hôtel de ville de Varnsdorf.
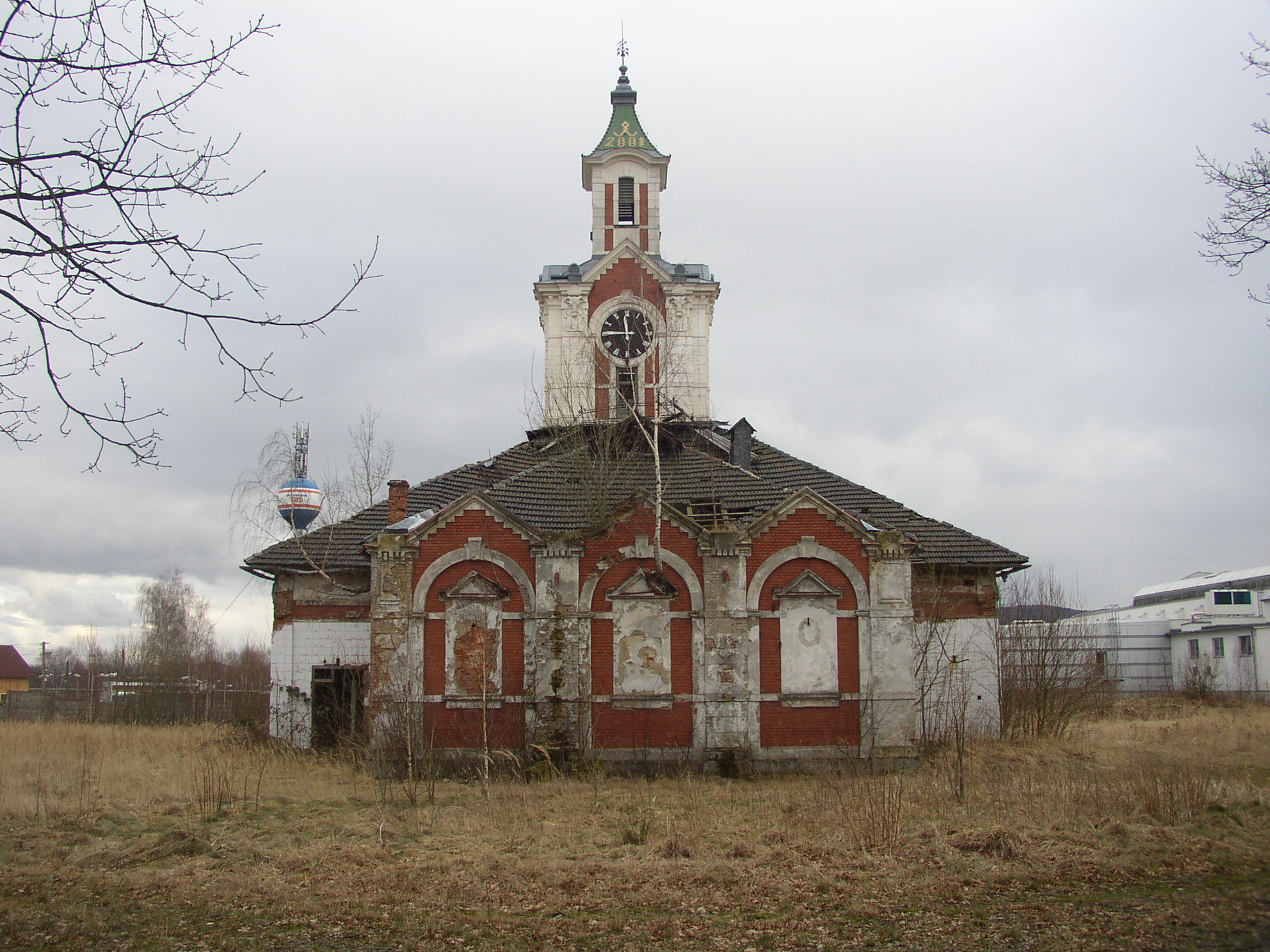
Ancien abattoir (2018).

## Population
Recensements ou estimations de la population :
| 1850  | 1869*  | 1880*  | 1890*  | 1900*  | 1910*  |
| ----- | ------ | ------ | ------ | ------ | ------ |
| 9 670 | 13 180 | 15 162 | 18 268 | 21 150 | 23 220 |

| 1921*  | 1930*  | 1950*  | 1961*  | 1970*  | 1980*  |
| ------ | ------ | ------ | ------ | ------ | ------ |
| 20 329 | 22 621 | 15 043 | 13 463 | 14 006 | 16 356 |

| 1991*  | 2001*  | 2011*  | 2014   | 2016   | 2017   |
| ------ | ------ | ------ | ------ | ------ | ------ |
| 16 266 | 16 040 | 15 263 | 15 664 | 15 611 | 15 477 |

| 2018   | 2019   | 2020   | 2021*  | 2022   | 2023   |
| ------ | ------ | ------ | ------ | ------ | ------ |
| 15 429 | 15 297 | 15 193 | 14 390 | 14 738 | 14 837 |

## Administration
La commune se compose de deux sections :
- Studánka
- Varnsdorf

## Économie
La principale entreprise de la ville est l'usine de machines-outils TOS Varnsdorf.

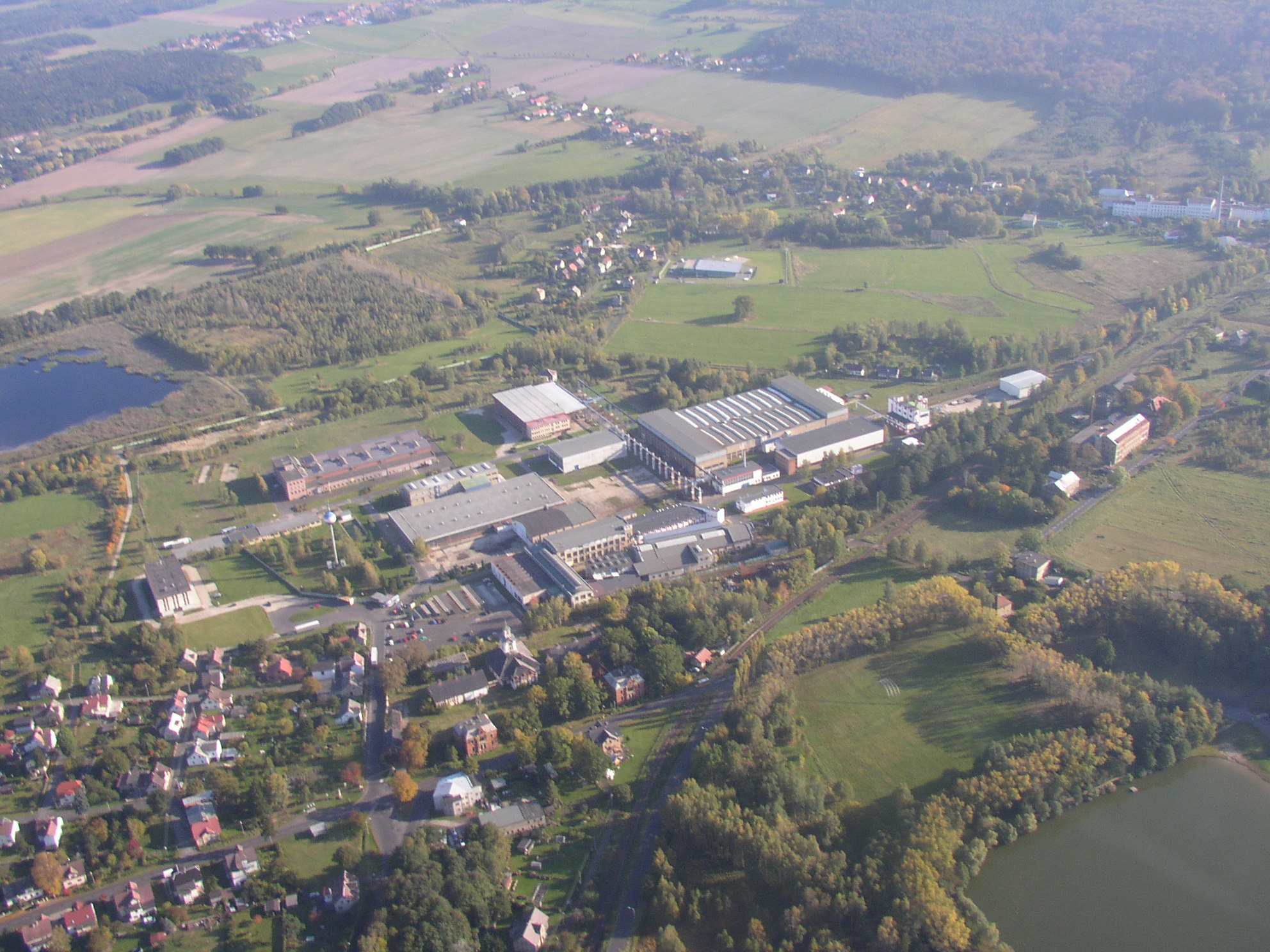
Usine TOS Varnsdorf.

## Transports
Par la route, Varnsdorf se trouve à 9 km de Rumburk, à 43 km de Děčín, à 67 km d'Ústí nad Labem et à 124 km de Prague.